# Bacalar (kommune)
Bacalar er en kommune i delstaten Quintana Roo i Mexico. Kommunen har 41.754 (2020) indbyggere.

## Byer i Bacalar
- Bacalar
- Limones

18°55′N 88°21′V / 18.92°N 88.35°V
1. ↑  Censo de Población y Vivienda 2020, Instituto Nacional de Estadística y Geografía, Censo de Población y Vivienda 2020 (fra Wikidata).